# Municipio de Mezdra
El municipio de Mezdra (en búlgaro: Община Мездра) es un municipio búlgaro perteneciente a la provincia de Vratsa.
En 2011 tiene 21 748 habitantes, el 88,23% búlgaros y el 2,86% gitanos. La mitad de la población vive en la capital municipal Mezdra.
Se ubica en el sur de la provincia y su término municipal limita con la provincia de Sofía.

## Localidades
Comprende la ciudad de Mezdra y los siguientes 27 pueblos:
| - Bódenets - Brusen - Varbéshnitsa - Gorna Beshovitsa - Gorna Kremena - Dolna Kremena - Darmantsi - Eliseyna - Zverinó - Zlídol - Ignátitsa - Kalen - Krapets - Kreta | - Lik - Lyútibrod - Lyútidol - Morávitsa - Oselna - Oslen Krivodol - Ochíndol - Rebarkovo - Ruska Bela - Staro Selo - Típchenitsa - Tsákonitsa - Tsárevets |